# Kristof Van Boven

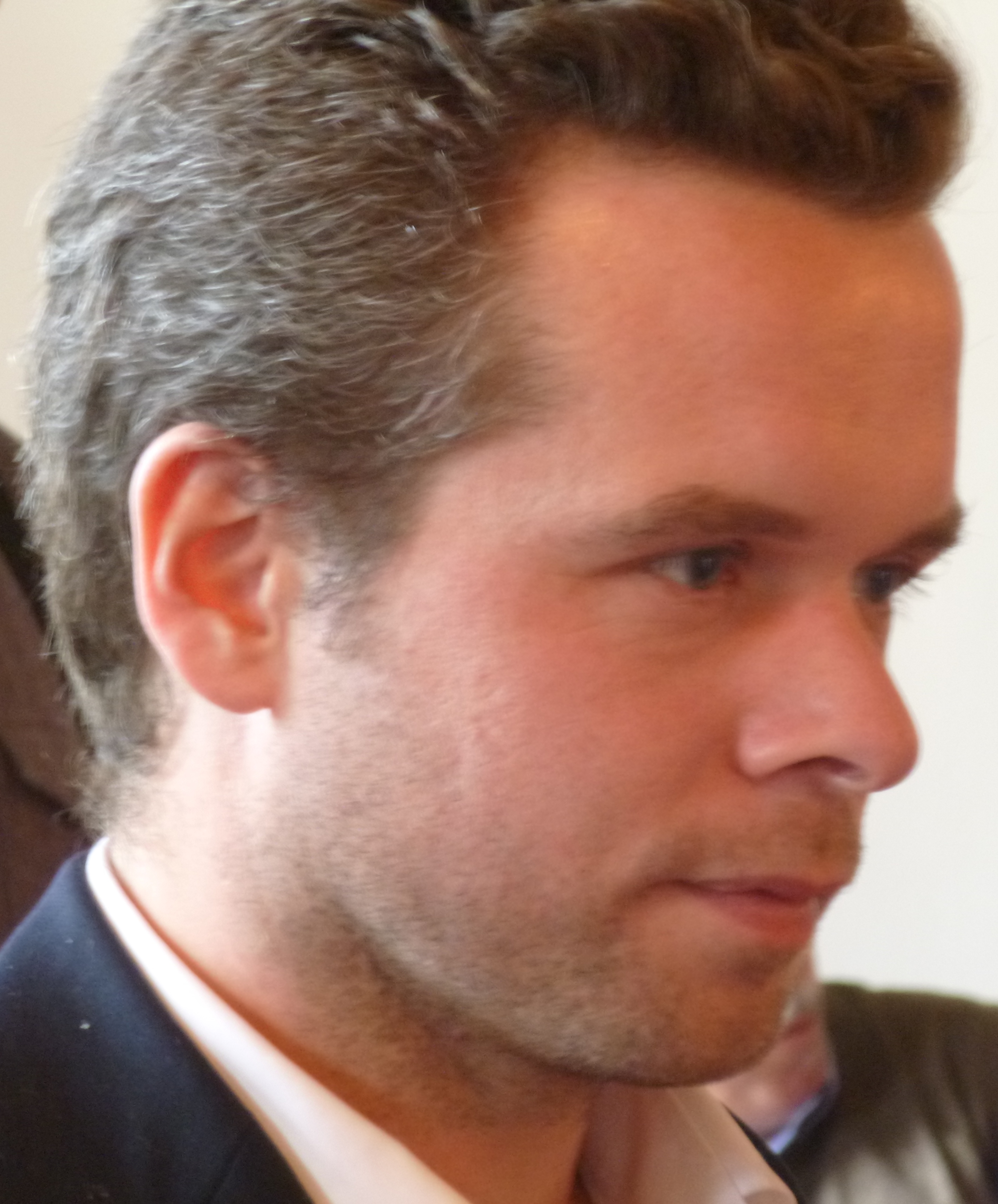
Kristof Van Boven (2013)

Kristof Van Boven (geboren  1981 in Lier, Belgien) ist ein belgischer Theaterschauspieler, der in Deutschland engagiert ist.

## Leben
Nach seinem Schauspielstudium an der Hochschule der Künste in Arnheim arbeitet er zunächst als freier Schauspieler in der Niederländischen Off-Theater-Szene, mit Linda Olthof an eigenen Stückentwicklungen und spielte u. a. bei der Toneelgroep Amsterdam, Onafhankelijk toneel Rotterdam und bei Noord Nederlands Toneel.
Im Jahr 2004 erhielt er ein Engagement in Belgien am Niederländischen Theater in Gent. Er arbeitete dort mit Johan Simons und wurde mit ihm zu den Wiener Festwochen 2009 eingeladen. Weitere Produktionen in Gent waren unter der Regie von u. a. Peter Verhelst, Ivo van Hove und Meg Stuart. 
Mit der Spielzeit 2010/11 wurde Van Boven Ensemblemitglied der Münchner Kammerspiele. Er erhielt sogleich den „Preis der Förderer der Münchner Kammerspiele“. 
2015 ging er an das Thalia Theater nach Hamburg. Seit der Spielzeit 2021/22 ist er Ensemblemitglied am Deutschen SchauSpielHaus Hamburg.

## Hörspiele (Auswahl)
- 2021: Ágota Kristóf: Das große Heft – Regie: Erik Altorfer (Produktion: DLF/HR/SRF)

## Auszeichnungen
- „Nachwuchsschauspieler des Jahres 2011“ der Fachzeitschrift Theater heute, für seine Mitwirkung in der Winterreise von Elfriede Jelinek in der Inszenierung von Johan Simons
- Kunstpreis Berlin 2012 der Akademie der Künste in der Kategorie Darstellende Kunst.[2]
- Theaterpreis Hamburg – Rolf Mares 2016 für die Rolle der Eliza in Pygmalion im Thalia Theater
- Gordana-Kosanović-Schauspielerpreis 2013[3]
- Theaterpreis Hamburg – Rolf Mares 2023 für die Rolle des Macbeth in Macbeth am Deutschen Schauspielhaus Hamburg